# Krykiet na Letnich Igrzyskach Olimpijskich 1900
Zawody w krykiecie na Letnich Igrzyskach Olimpijskich 1900 w Paryżu rozegrane zostały po raz pierwszy w historii igrzysk olimpijskich. Odbyły się w dniach 19–20 sierpnia  1900 r. na Vélodrome de Vincennes. W jedynym meczu turnieju zmierzyły się Wielka Brytania z Francją. Spotkanie zakończyło się zwycięstwem Brytyjczyków, którzy zdobyli 158 runów.
Początkowo w turnieju brać udział miały także drużyny Belgii i Holandii, jednak wycofały się z rozgrywek. 
Brytyjczycy reprezentowani byli przez klub Devon and Somerset Wanderers, natomiast Franzuzi przez Union des Sociétés Françaises de Sports Athlétiques (USFSA) składający się głównie z brytyjskich emigrantów.
Zawody zostały uznane za olimpijskie oficjalnie w 1912 roku.

## Geneza
Krykiet znalazł się w programie Letnich Igrzysk Olimpijskich 1896, jednak z powodu zbyt małej liczby zgłoszonych drużyn turniej się nie odbył. Cztery lata później na II Letnich Igrzyskach Olimpijskich pojawił się ten sam problem. Początkowo zgłosiły się 4 drużyny, jednak Belgia i Holandia wycofały się z turnieju, gdy okazało się, że nie będą współorganizować igrzysk z Francją. Z tego względu w zawodach uczestniczyły tylko drużyna gospodarzy i Wielka Brytania.

## Medaliści
| Złoto | Srebro | Brąz                            |
| --- | --- | ------------------------------- |
| Devon and Somerset Wanderers | Union des Sociétés Françaises de Sports Athlétiques | –                               |
| - Charles B. K. Beachcroft (kapitan) - Arthur Birkett - Alfred Bowerman - George Buckley - Francis Burchell - Frederick Christian - Harry Corner - Frederick Cuming - William Donne - Alfred Powlesland - John Symes - Montagu Toller | - William Anderson - William Attrill - J. Braid - W. Browning - Robert Horne - Timothée Jordan - Arthur MacEvoy - Douglas Robinson - F. Rogues - A. J. Schneidau - Henry Terry - Philip Tomalin (kapitan) | wystartowały tylko dwie drużyny |

Źródło:

## Tabela medalowa
| Lp.   | Państwo               | Złoto | Srebro | Brąz | Razem | Źródło |
| ----- | --------------------- | ----- | ------ | ---- | ----- | ------ |
| 1     | Wielka Brytania (GBR) | 1     | 0      | 0    | 1     | [ 4 ]  |
| 2     | Francja (FRA)         | 0     | 1      | 0    | 1     | [ 4 ]  |
| Razem | Razem                 | 1     | 1      | 0    | 2     |        |